# Digital.CSIC
Digital.CSIC és el repositori multidisciplinari del Consell Superior d'Investigacions Científiques (CSIC), creat el 2008, per organitzar, difondre i preservar els resultats de la investigació realitzada en cadascun dels seus instituts.

## Història
El 31 de gener de 2006, el CSIC es va incorporar al moviment “Open Access”. Va signar la Declaració de Berlín sobre Accés Obert al Coneixement en Ciències i Humanitats, convertint-se, d'aquesta manera, en la quarta institució espanyola que s'hi adheria fins aquell moment. La intenció era la d’assegurar l'accés més ampli possible a la producció científica realitzada en el seu organisme i, també, intentar preservar-la com un bé comú per a la societat qui es qui, finalment, la sosté econòmicament. Aquest compromís amb el moviment de l'accés obert i Digital.CSIC es tradueix en la materialització institucional de l'anomenada via verda, consistent en la promoció de l'accés obert a través dels repositoris. La pretensió era la de proposar que aquesta institució, l'organisme d'investigació multidisciplinari estatal més important fins al moment, liderés la iniciativa de crear un repositori institucional per tal de poder albergar la producció científica d'aquesta comunitat, generada pels seus investigadors.
En novembre de 2006 el CSIC va crear un Grup Assessor per tal de dissenyar l'estratègia que a seguir. Aquest grup, l’abril de 2007 presenta un informe sobre el projecte en el qual es proposen unes directrius, els recursos necessaris i el software del nou el repositori institucional del CSIC, batejat com a Digital.CSIC. L’octubre de 2007 es crea l'Oficina Tècnica Digital.CSIC (OTDC), que serà l'encarregada de posar en marxa el repositori, dissenyant una aplicació basada en el software DSpace. El desembre de 2007, en el marc de les segones Jornades OS-Repositorios, celebrades a Gijón, el Consell Superior d'Investigacions Científiques va presentar el seu projecte de repositori institucional Digital.CSIC que aleshores encara es trobava en fase de disseny. El 18 de gener de 2008 es presenta públicament Digital.CSIC als mitjans de comunicació i a la comunitat científica de l’organisme. En aquell moment, el repositori comptava ja amb 1.200 registres. Des de llavors, el seu creixement ha estat especialment significatiu i continuat. L'agost de 2008 arriba als 5.000 registres, l’abril de 2009 als 10.000, el maig de 2010 als 21.000, el desembre de 2011 als 40.000, l'octubre de 2013 als 80.000 i el setembre de 2016 als 130.000.

## Contingut
Digital.CSIC organitza, preserva i dona accés obert a la producció diversa generada pel personal científic i tècnic del CSIC, la qual es troba disponible en articles, ponències i presentacions de congressos, informes, memòries i documents de treball, patents, bases de dades, tesis, llibres, material audiovisual, didàctic i divulgatiu, partitures, material digitalitzat, col·leccions temàtiques, etc.
La seva estructura reflecteix l'organització mateixa del CSIC en centres i instituts i en 8 grans àrees d'investigació, incloent una comunitat de Serveis Centrals. Aquestes àrees d'investigació i els seus Serveis Centrals es traslladen en 9 comunitats al repositori:
- Biologia i Biomedicina
- Ciència i Tecnologia d'Aliments
- Ciència i Tecnologia de Materials
- Ciència i Tecnologies Físiques
- Ciència i Tecnologies Químiques
- Ciències Agràries
- Humanitats i Ciències Socials
- Recursos Naturals
- Serveis Centrals CSIC

Cada comunitat està constituïda per diverses subcomunitats que fan referència als diferents centres i instituts d'investigació del CSIC. Al seu torn, cada subcomunitat organitza el seu material científic en col·leccions que fan referència a la varietat tipològica dels continguts.

## Tecnologia
Digital.CSIC treballa sobre la plataforma DSpace 1.6.2, després que l'octubre de 2010 es va migrar a aquesta versió des de l'anterior 1.4.2, vigent des de finals de 2008 i substitutiva de la primera versió 1.3.X. Es tracta d'un programari amb llicència GNU desenvolupat conjuntament pel MIT i Hewlett-Packard, i empra el model de metadades Dublin Core Qualificat.